# 畠利行
畠 利行（はた としゆき、1956年 - ）は、日本の地方公務員。福島県農林水産部長等を経て、福島県副知事を務めた。

## 人物・経歴
1975年福島県立福島高等学校卒業。1979年東北大学経済学部卒業、福島県入庁。農林水産部長等を経て、2015年から副知事を務め、福島県産の農林水産物の安全性のPRなどを行った。2019年福島県信用保証協会会長。